# Бор (Приморская Шаранта)
Бор (фр. Bords) — коммуна во Франции, находится в регионе Пуату — Шаранта. Департамент коммуны — Шаранта Приморская. Входит в состав кантона Сен-Савиньен. Округ коммуны — Сен-Жан-д’Анжели.
Код INSEE коммуны — 17053.

## Население
Население коммуны на 2010 год составляло 1287 человек.
| 1962 | 1968 | 1975 | 1982 | 1990 | 1999 | 2010 |
| ---- | ---- | ---- | ---- | ---- | ---- | ---- |
| 1047 | 1007 | 976  | 1111 | 1109 | 1124 | 1287 |

## Экономика
В 2010 году среди 774 человек трудоспособного возраста (15—64 лет) 574 были экономически активными, 200 — неактивными (показатель активности — 74,2 %, в 1999 году было 66,9 %). Из 574 активных жителей работали 497 человек (268 мужчин и 229 женщин), безработных было 77 (34 мужчины и 43 женщины). Среди 200 неактивных 51 человек были учениками или студентами, 73 — пенсионерами, 76 были неактивными по другим причинам.